# Reserva del Bisonte Europeo
La Reserva del Bisonte Europeo es un espacio natural donde han sido introducidas varias manadas de bisonte europeo (bison bonasus) situado en San Cebrián de Mudá, en la Montaña Palentina (España). Consta de un centro de interpretación y dos fincas en las que además se pueden encontrar caballos de Przewalski y caballos losinos. Es la única reserva nacional de bisonte europeo que existe en España.
El centro fue inaugurado el 4 de junio de 2010, con un museo del bisonte y un vallado de 20 hectáreas, en el que se establecieron siete ejemplares (cinco hembras y dos machos) procedentes del Bosque de Białowieża en Polonia. Solo dos meses después habían nacido dos crías de bisonte. A esos siete ejemplares, el 8 de junio de 2012 se sumaron otros seis más (cinco hembras y un macho) procedentes de la reserva de Oostvaardersplassen en Países Bajos, y cuyo destino será formar parte del futuro Parque Cuaternario.

## Localización
La reserva se encuentra en las inmediaciones de San Cebrián de Mudá, un municipio del norte de la provincia de Palencia sometido a los rigores del clima de montaña que caracteriza la Montaña Palentina, en el Parque natural de Fuentes Carrionas y Fuente Cobre. El centro de interpretación se encuentra a la salida de la localidad homónima, y las dos fincas donde se encuentran los animales se sitúan en el propio San Cebrián, con 20 ha, y una más grande, en torno a 100 ha, en San Martín de Perapertú. El acceso al municipio se realiza desde la carretera provincial PP-2125, que se toma en Rueda de Pisuerga al abandonar la CL-626 entre Aguilar de Campoo y Cervera de Pisuerga.

## Historia

### Elbison bonasus

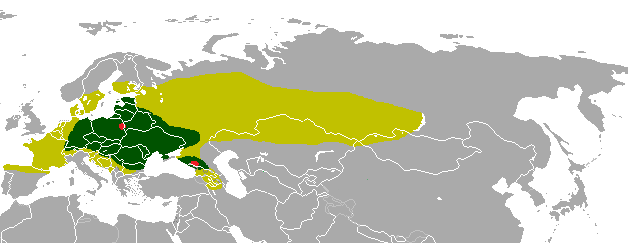
Distribución histórica del bisonte europeo (verde oscuro), máxima extensión de la especie (verde claro), y en los siglos y (rojo)

El bisonte europeo es el mamífero de mayor tamaño de Europa, y existió en la península ibérica aproximadamente desde el X milenio a. C. Algunas publicaciones señalan que el último ejemplar fue cazado en Navarra en el siglo XII. Estaba ampliamente extendido por Europa llegando hasta Asia Occidental, pero fue desapareciendo como consecuencia de la caza masiva a la que fue sometido y también a la roturación de los bosques. Su distribución se fue limitando a Europa del Este y Rusia occidental, estando presente también en el Cáucaso y el noroeste de Irán. En 1923 se instituyó en Polonia la Compañía Internacional de Defensa del Bisonte (CIDB), que defendía su recuperación. La especie se extinguió globalmente en cautividad en 1927, pero fue regenerada a partir de ejemplares conservados en zoológicos. En los años 50 la CIDB consiguió el permiso del gobierno polaco para reintroducir 12 ejemplares (11 polacos, más el último bisonte caucásico, llamado por ello Kaukasus) en el Bosque de Białowieża, en Podlaquia, que fue declarado parque nacional, y en 1966 la ONU incluyó el bisonte europeo en su lista de animales protegidos.

### La reserva de San Cebrián

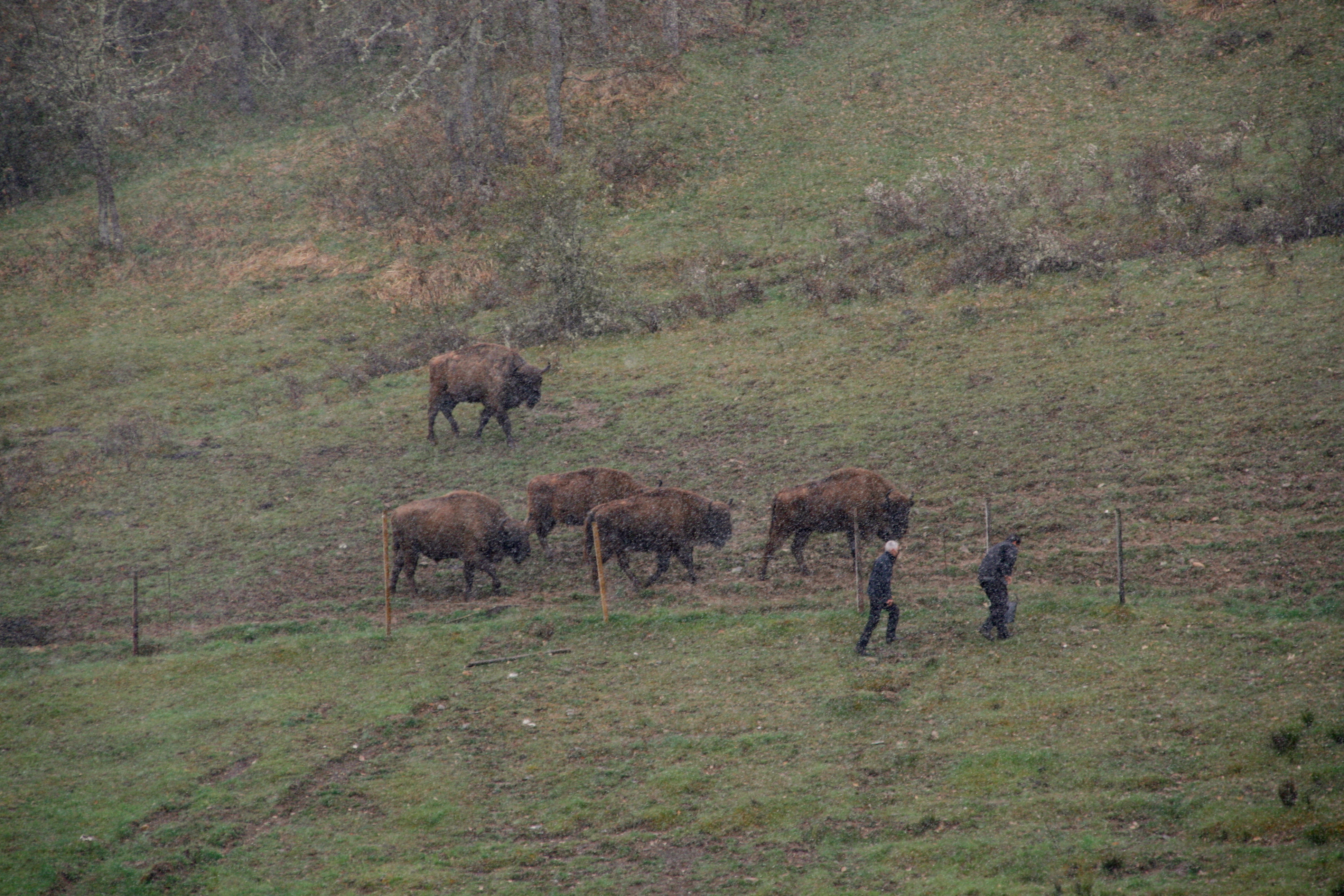
Parte de la manada de la finca de San Martín en semilibertad en abril de 2018.

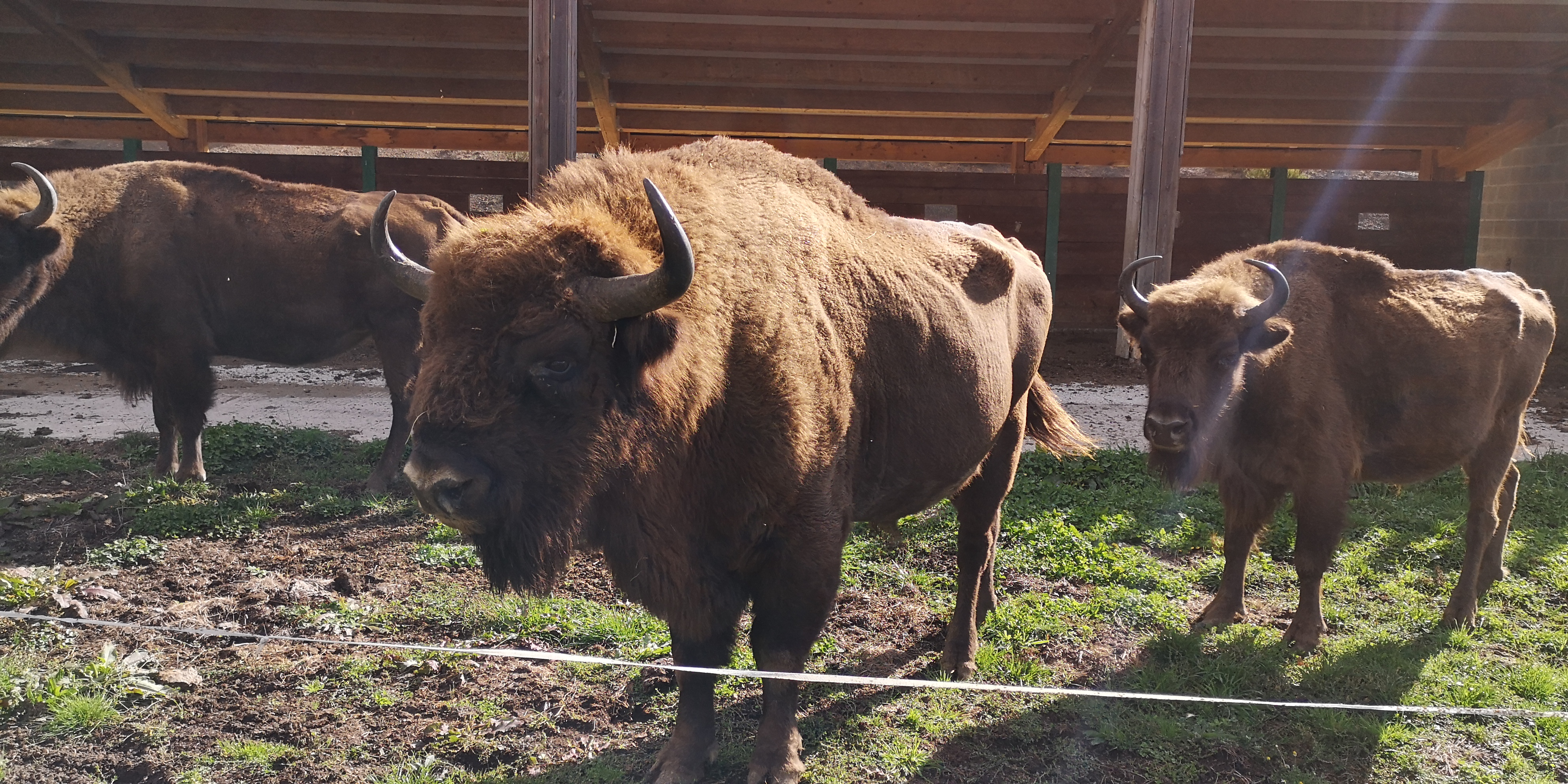
Tres ejemplares de bisonte europeo en la finca de San Cebrián en septiembre de 2019.

El proyecto de la creación de una reserva de bisontes europeos en San Cebrián de Mudá fue ideado por su alcalde Jesús González Ruiz en 2002. La localidad sufría los efectos del cierre de las explotaciones de la cuenca minera palentina que había sido durante el último siglo el motor de la economía local. Tras la concesión de una subvención de 1,1 M€ de fondos Miner (ayudas de la Unión Europea a comarcas afectadas por el cierre de la minería del carbón) en 2010 se puso en marcha la Reserva del Bisonte Europeo, como alternativa económica y turística para la zona. El centro fue inaugurado el 4 de junio de 2010, con un centro de interpretación y un vallado de 20 hectáreas, en el que se establecieron siete ejemplares (cinco hembras y dos machos) procedentes del Bosque de Białowieża en Polonia. Dos meses después habían nacido dos crías, y en 2012 se sumaron otros seis (cinco hembras y un macho) procedentes de la reserva de Oostvaardersplassen en Países Bajos. En 2013 se añadió un nuevo ejemplar, un macho de 800 kg procedente del Zoo de Santillana.

## Visitas
La visita a la reserva se inicia en el centro de interpretación, donde a través de medios audiovisuales se explica la evolución del bisonte europeo y sus características. Después se realiza la visita a las manadas, que se encuentran en dos cercados de 20 y 100 ha y que se encuentran en San Cebrián de Mudá y San Martín de Perapertú respectivamente. En septiembre de 2019, había 15 ejemplares, 10 en la finca de San Martín y 5 en la de San Cebrián, tras el fallecimiento de una cría de dos meses. También se encuentran en San Martín de Perapertú ejemplares de caballos de Przewalski y caballos losinos. La ruta guiada se puede realizar caminando, en bicicleta, en todoterreno y a caballo.